# Giun đũa
Giun đũa (danh pháp hai phần: Ascaris lumbricoides) là một loài giun ký sinh trong ruột non người, nhất là ở trẻ em. Khoảng 1/4 dân số trên Trái Đất này bị giun đũa ký sinh, gây đau bụng, đôi khi gây tắc ruột & tắc ống mật. Tỷ lệ người mang giun đũa có khác nhau tùy theo vùng, ở vùng ôn đới số người bị giun đũa ký sinh có phần giảm đi và bệnh cũng có phần nhẹ, còn ở vùng nhiệt đới thì bệnh giun đũa còn đang hoành hành, đặc biệt là ở trẻ em. Nó có thể đạt chiều dài đến 35 cm. Giun đũa ở trong ruột chiếm đoạt các chất dinh dưỡng của cơ thể. Chúng gây ra tình trạng rối loạn tiêu hoá và rối loạn thần kinh ở trẻ nhỏ. Giun đũa còn làm suy yếu bệnh nhân do chiếm đoạt chất dinh dưỡng trong ruột người bệnh.

## Cấu tạo ngoài
Cơ thể giun đũa hình ống, có kích thước giống như một chiếc đũa (khoảng 25 cm) hoặc hơn. Lớp vỏ cuticun bọc ngoài cơ thể luôn căng tròn, có tác dụng như bộ áo giáp giúp giun đũa không bị tiêu hủy bởi các dịch tiêu hóa trong ruột non người.

## Cấu tạo trong và di chuyển
Thành cơ thể có lớp biểu bì & lớp cơ dọc phát triển. Bên trong là khoang cơ thể chưa chính thức. Trong khoang có: ống tiêu hóa bắt đầu từ lỗ miệng ở phía trước cơ thể giữa ba môi bé, kết thúc ở lỗ hậu môn; các tuyến sinh dục dài & cuộn khúc như búi chỉ trắng ở xung quanh ruột.
Cơ thể chỉ có cơ dọc phát triển nên giun đũa di chuyển hạn chế, chúng chỉ cong cơ thể lại và duỗi ra. Cấu tạo này thích hợp với động tác chui rúc trong môi trường ký sinh.

## Dinh dưỡng
Giun đũa có hầu phát triển giúp đưa chất dinh dưỡng nhanh và nhiều theo một chiều theo ống ruột từ miệng đến hậu môn.

## Sinh sản

### Cơ quan sinh dục
Giun đũa phân tính. Tuyến sinh dục đực và cái đều ở dạng ống: con cái 2 ống, con đực 1 ống & dài hơn chiều dài cơ thể.
Giun đũa thụ tinh trong. Con cái đẻ số lượng rất lớn, lẫn vào phân người (khoảng 240 000 trứng một ngày). Trứng mới đẻ không có phôi, hình bầu dục, có vỏ dày sần sùi, có kích thước khoảng 60x 40 micromét.

### Vòng đời giun đũa
Trứng giun theo phân ra ngoài, gặp ẩm & thoáng khí, phát triển thành dạng ấu trùng trong trứng. Người ăn phải trứng giun, đến dạ dày ấu trùng chui ra, xuống ruột non, vào máu, đi qua gan, tim, phổi, rồi lại về lại ruột non lần thứ hai mới chính thức ký sinh ở đấy.

## Các biện pháp phòng tránh
- Nên rửa sạch, nấu chín và bóc vỏ các loại hoa quả, rau sống trước khi ăn.
- Tẩy giun định kì 2 lần mỗi năm.
- Không sử dụng phân tươi để bón các loại cây trồng.
- Không phóng uế bừa bãi.
- Rửa tay bằng nước và xà phòng trước khi ăn và sau khi đi vệ sinh.
- Nên ăn bằng thìa, nĩa, đũa, không ăn bốc bằng tay.
- Có hệ thống xử lí nước thải hiệu quả.